# Engården
Engården este o arie protejată (arie specială de conservare — SAC, sit de importanță comunitară — SCI, arie de protecție specială avifaunistică — SPA) din Suedia întinsă pe o suprafață de 111,5 ha, integral pe uscat.

## Localizare
Centrul sitului Engården este situat la coordonatele 59°05′22″N 17°57′06″E / 59.0894°N 17.9517°E.

## Înființare
Situl Engården a fost declarat sit de importanță comunitară în iunie 2001 pentru a proteja 1 specie de plante și 4 specii de animale. Alte tipuri de protecție:
- arie de protecție specială avifaunistică (în mai 2006)[2]
- arie specială de conservare (în martie 2011)[1][3][4]

## Biodiversitate
Situată în ecoregiunea boreală, aria protejată conține 2 habitate naturale: Taiga vestică, Mlaștini împădurite.
La baza desemnării sitului se află mai multe specii protejate:
- plante (1): Buxbaumia viridis
- păsări (4): ciocănitoare neagră (Dryocopus martius), ciuvică (Glaucidium passerinum), cocoșul de mesteacăn (Tetrao tetrix tetrix),  cocoș de munte (Tetrao urogallus)